# Rodrigo Echenique
Rodrigo Echenique Gordillo (Madrid, 1946) es un banquero y empresario español. Fue presidente de la cadena Vocento desde abril de 2014 hasta el 17 de febrero de 2015, fecha en la que dimitió del cargo para aceptar la Vicepresidencia ejecutiva de Banco Santander. En la actualidad, ocupa el cargo de presidente de Banco Popular, presidente de Santander España, y miembro del Consejo Asesor de Agrolimen.

## Biografía
Rodrigo Echenique es licenciado en Derecho por la Universidad Complutense de Madrid y Abogado del Estado desde 1973 perteneciendo a la misma promoción que Mario Conde en dicha oposición.

## Trayectoria profesional
Después de trabajar en el departamento jurídico del Banco Exterior, Rodrigo Echenique entró en el Banco Santander en 1984. Inicialmente, ocupó el puesto de Jefe de la Asesoría Jurídica del banco. Cuatro años más tarde fue nombrado consejero delegado por Emilio Botín, puesto que ocupó seis años, hasta 1994. En este cargo, Echenique llevó el peso de las negociaciones en las ventas de las segundas marcas del Santander tales como Banco Comercial Español, Banca Jover y Banco de Murcia. Además, dirigió importantes operaciones del banco en el campo industrial sin olvidar la supervisión de otras áreas financieras de la entidad. En septiembre de 1994 renunció a su puesto en el Banco Santander. Actualmente, es consejero del Banco Santander, cargo que ocupa desde 1988.
Dentro del Banco Santander, también ha ocupado los cargos de Vicepresidente 2º no ejecutivo de Banco Banif, S.A., Consejero no ejecutivo de Santander Investment, Consejero no ejecutivo de Banco Santander International, Presidente no ejecutivo de Santander Private Real Estate Advisory S.A. y Consejero no ejecutivo de Universia Holding S.L.
Rodrigo Echenique también ha ocupado diversos cargos en la Administración del Estado y ha sido Vocal del Consejo de Administración de Ebro Azúcares y Alcoholes, Airtel (hoy Vodafone), NH Hoteles entre otras y Presidente de Vallehermoso y Consejero de Lar.
El Consejo de Administración de Vallehermoso nombró presidente de la compañía a Rodrigo Echenique en 2001 para sustituir a Antonio de Amusátegui de la Cierva, que presentó ese año su dimisión.
Rodrigo Echenique fue designado presidente no ejecutivo de NH Hoteles en noviembre de 2012, en sustitución de Mariano Pérez Claver, que presentó su dimisión tras un año y medio al frente de la empresa de hoteles.
Fue Presidente, además, durante 6 años del Consejo Social de la Universidad Carlos III de Madrid. Y ha sido ponente en numerosos seminarios y conferencias sobre diversos temas financieros y legales y autor de variados artículos sobre las mismas materias.
Rodrigo Echenique fue nombrado presidente de Vocento en marzo de 2014, en sustitución de Enrique Ybarra, que ocupó ese puesto durante dos años.
El 6 de mayo de 2015 fue nombrado Presidente de la inmobiliaria Metrovacesa, sustituyendo al hasta entonces presidente Ignacio Moreno.
El 20 de junio de 2017 fue nombrado Presidente de Banco Popular Español, sustituyendo al hasta entonces presidente José Antonio García Cantera, nombrado el 7 de junio de 2017.
Es también consejero no ejecutivo de Inditex.
Es el presidente del patronato y de la comisión ejecutiva de la Fundación Banco Santander. 